# Singkorn Mungkud
Singkorn Mungkud (thailändisch สิงขร มังคุด, * 18. Februar 1984) ist ein thailändischer Fußballspieler.

## Karriere
Singkorn Mungkud stand bis Ende 2013 beim Chainat Hornbill FC unter Vertrag. Der Verein aus Chainat spielte in der ersten Liga des Landes, der Thai Premier League. 2013 absolvierte er für Chainat 19 Erstligaspiele. 2014 wechselte er zum Ligakonkurrenten Ratchaburi Mitr Phol. Bis Ende 2016 stand er für den Verein aus Ratchaburi 27-mal in der ersten Liga auf dem Spielfeld. Ayutthaya United FC, ein Drittligist aus Ayutthaya, nahm ihn die Saison 2017 unter Vertrag. Der Klub spielte in der dritten Liga, der Thai League 3. Hier trat Ayutthaya in der Upper Region an.
Seit dem 1. Januar 2018 ist Singkorn Mungkud vertrags- und vereinslos.